# 마리 탈리오니

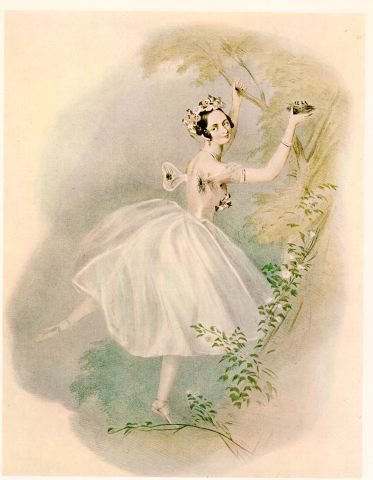
라 실피드를 연기하는 탈리오니

마리 탈리오니(Marie Taglioni, 1804년 4월 23일 ~ 1884년 4월 22일)는 19세기 초두를 장식하는 가장 위대한 이탈리아의 발레리나이며, 로맨틱 발레에서 최초로 등장하는 사람이다.

## 생애
그녀는 이탈리아인의 유명한 무용가 필립포 탈리오니(1777-1871)를 아버지로, 스웨덴인이며 오페라 가수의 딸 안나 칼스텐을 어머니로 하여 스톡홀름에서 태어났다. 아버지와 함께 1822년에 빈에서 첫무대에 올랐으며 유럽 각지를 순회공연하여 1827년에 처음으로 파리에 나타나 오페라 극장의 <시칠리아인(Sicily 人)>이라는 발레로 데뷔했다. 그 이후로 그녀는 오페라 극장의 전속이 되어 1832년 3월 12일에 그 오페라 극장에서 <라 실피드>에 주연하여 절찬을 받아 그녀의 명성이 온 유럽에 떨쳤다.